# Décès en février 1966
Décès
- 1962
- 1963
- 1964
- 1965
- 1966
- 1967
- 1968
- 1969
- 1970

Pour une information complémentaire, voir la page d'aide.

| Date       | Nom         | Pays                   | Activités             | Âge | Source |
| ---------- | ----------- | ---------------------- | --------------------- | --- | ------ |
| 14 février | Hugo Björne | Drapeau de la Suède    | Acteur suédois.       | 80  |        |
| 18 février | Frank Lukis | Drapeau de l'Australie | Militaire australien. | 69  | (en)   |